# Contea di Millard
La contea di Millard, in inglese Millard County, è una contea dello Utah, negli Stati Uniti. Aveva una popolazione di 12 405 abitanti (2000).

## Geografia fisica
La contea di Millard è situata nella parte centroccidentale dello Stato dello Utah e confina ad ovest con il Nevada. È la terza contea dello Stato per estensione, avendo una superficie complessiva di 17684 km².
Il territorio è prevalentemente desertico essendo occupato dal deserto Sevier (un tempo letto del Lago Bonneville) e dalle propaggini settentrionali del deserto di Escalante a sud. Il lago Sevier è situato nella regione centrale e raccoglie le acque del fiume Sevier, che scorre nell'angolo nordoccidentale della contea. Una serie di catene montuose parallele, separate da vallate desertiche, attraversano il territorio lungo la direzione nord-sud. Il confine orientale è segnato dalla catena dei monti Pahvant. La catena dei monti House occupa la parte centrosettentrionale della conta. Il settore occidentale è costituito da rilievi e aride valli tipiche della regione del Gran Bacino.

### Contee confinanti
- Contea di Juab - nord
- Contea di Sanpete - est
- Contea di Sevier - est
- Contea di Beaver - sud
- Contea di Lincoln (Nevada) - sud-ovest
- Contea di White Pine (Nevada) - ovest

## Parchi e riserve naturali
La catena dei monti Pahvant nel settore orientale della contea è compresa nella foresta nazionale di Fishlake.
In una zona remota nel sudovest della contea si trova la riserva della biosfera della Stazione sperimentale di Desert Range, istituita dall'UNESCO nel 1976. La riserva occupa un'area di 225 km² nella parte settentrionale della Pine Valley. La riserva fu istituita nel 1933 dal presidente Hoover per studiare l'impatto economico ed ecologico del pascolo sui terreni desertici del Gran Bacino.

## Storia
Fino al 1300 vissero nella regione popolazioni appartenenti alla Cultura Sevier. In seguito l'area fu parte dei territori di nativi Paiute, Ute e Goshute. Coloni mormoni si insediarono nella regione nel 1851. Nello stesso anno l'assemblea legislativa dello Utah decise la costituzione della contea di Millard. L'attuale capoluogo, Fillmore, fu la capitale del Territorio dello Utah fino al 1856. La contea deve il suo nome a Millard Fillmore, tredicesimo presidente degli Stati Uniti.

## Comuni

### Cities
- Delta
- Fillmore

### Towns
- Hinckley
- Holden
- Kanosh
- Leamington
- Lynndyl
- Meadow
- Oak City
- Scipio

### Census-designated places
- Deseret
- Oasis
- Sutherland